# روشتی

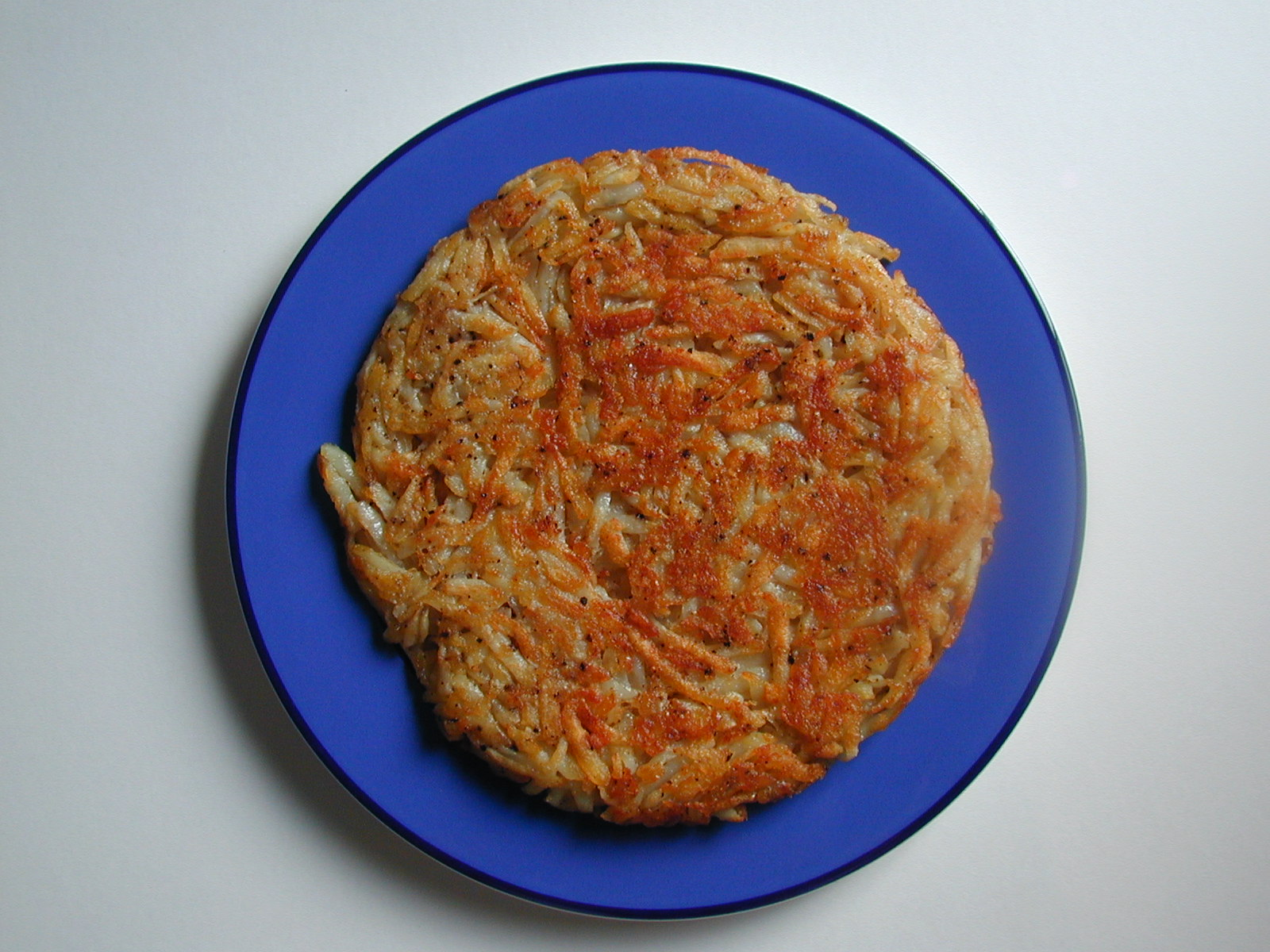
ماهیتابه معمولاً به روشتی شکل گرد می‌دهد

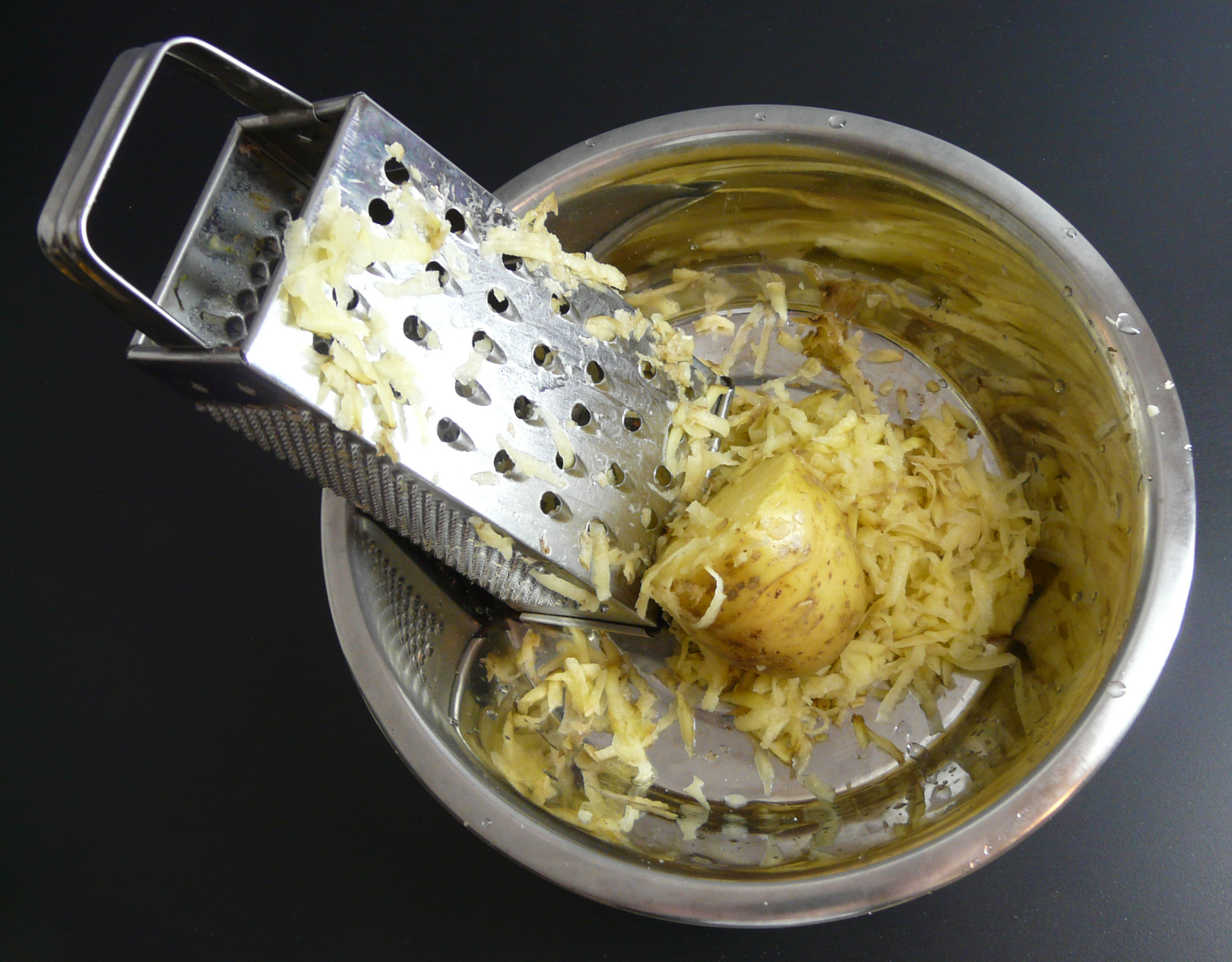
کرنده سیب زمینی

روشتی (Alemannic German: [ˈrø:ʃti]) یک غذای سوئیسی است که عمدتاً از سیب‌زمینی، سرخ شده درست شده‌است. این غذا در ابتدا یک غذای صبحانه بود که معمولاً توسط کشاورزان در کانتون برن خورده می‌شد، اما اکنون در سراسر سوئیس و در سراسر اروپا غربی مصرف می‌شود. نام فرانسوی röstis bernois مستقیماً به ریشه این غذا اشاره دارد.
بسیاری از مردم سوئیس روشتی را یک غذای ملی می‌دانند. به جای در نظر گرفتن صبحانه، ناهار یا شام کامل، معمولاً برای همراهی با غذاهای دیگری مانند Spinat und Spiegelei (اسفناج و تخم مرغ سرخ شده)، سرولا یا Fleischkäse سرو می‌شود. معمولاً در رستوران‌های سوئیس به عنوان جایگزینی برای غذای جانبی استاندارد یک وعده غذایی، موجود است.

## آماده‌سازی

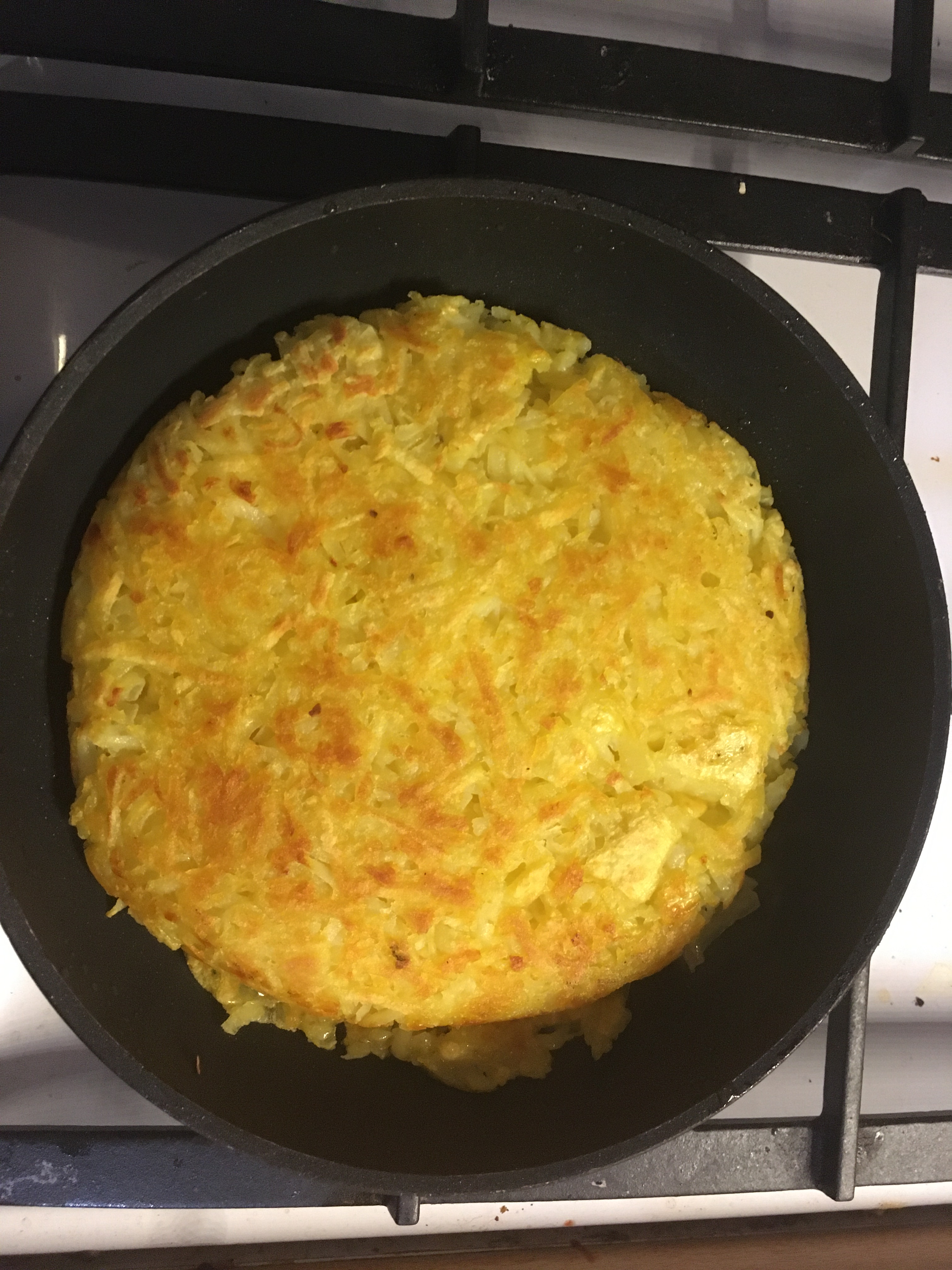
آماده سازی روشتی

غذای روشتی با سیب‌زمینی درشت رنده، آب‌پز یا خام درست می‌شوند. روشتی‌ها اغلب در ماهیتابه سرخ می‌شوند و در طول پخت در ماهیتابه شکل می‌گیرند، اما می‌توان آنها را در فر نیز پخت. بسته به روش سرخ کردن، ممکن است روغن، کره، پنیر یا چربی دیگری (و معمولاً نمک و فلفل) اضافه شود. سیب‌زمینی‌های رنده شده معمولاً بین ۳ و ۱۲ سانتیمتر (۱ و ۵ اینچ) قطر و ۱ و ۲ سانتیمتر (۰٫۴ و ۰٫۸ اینچ) ضخامت دارند.
اگرچه روشتی اصلی چیزی جز سیب زمینی درست نمی‌شود، اما گاهی تعدادی مواد اضافی مانند پیاز، پنیر، سبزی تازه به آن اضافه می‌شود.